# Film d'Arte Italiana
La Film d'Arte Italiana, precedentemente conosciuta come Società Anonima Italiana per Film d'Arte, fu una casa di produzione cinematografica italiana attiva agli inizi del XX secolo.

## Storia della Film d'Arte Italiana
Fu costituita il 2 marzo 1909 a Roma con la denominazione Società Anonima Italiana per Film d'Arte su iniziativa di Adolfo Re Riccardi per conto delle case cinematografiche francesi Pathé Frères e Le Film d'Art. I vertici delle due case francesi, preoccupati per la concorrenza delle case italiane, che sempre più si affermarono sul mercato cinematografico internazionale, decisero quindi di impiantare un proprio stabilimento cinematografico in Italia, che servì anche per smaltire la pellicola vergine in eccesso prodotta a Vincennes.
L'organigramma della società, che divenne nota come Film d'Arte Italiana era diretto da Charles Pathé, che aveva nominato alla direzione artistica l'italiano Ugo Falena. Sede e produzione della società, alla sua fondazione, sorsero nella zona del Colosseo, e nel 1910 furono trasferiti in un nuovo capannanone sito in via Nomentana costruito su un terreno di 2.000 m². Sull'esempio della consociata francese Film d'Art, la casa romana scritturò tra i maggiori interpreti del teatro italiano, cosa che peraltro era favorita anche dalla presenza, ai vertici societari di Re Riccardi, all'epoca uno dei più noti impresari teatrali, e del commediografo Falena. Sempre seguendo il modello francese, la Film d'Arte, orientò fin dall'inizio le sue produzioni verso il genere detto "d'arte", ispirato a opere teatrali. Tra le sue prime produzioni vi furono infatti trasposizioni cinematografiche di opere "shakespeariane" come Otello (1909), Re Lear (1910), Il mercante di Venezia (1911), Romeo e Giulietta (1912), a seguire vari drammi storici ed anche commedie, i cui soggetti furono forniti per buona parte da Ugo Falena.
Nel corso degli anni della sua attività alla Film d'Arte Italiana lavorarono alcune importanti personalità come: gli attori Ettore Berti, Cesare Dondini jr., Ferruccio Garavaglia, Alberto Nepoti, Ermete Novelli, Ubaldo Pittei, Angelo Pezzaglia; le attrici Vittoria Lepanto, Teresa Mariani, Stacia Napierkowska. Inoltre, alla Film d'Arte debuttarono i futuri registi Guido Brignone e Gustavo Serena, le dive Francesca Bertini e Maria Jacobini. Vi collaborarono anche alcuni mostri sacri del cinema muto francese, come i registi Albert Capellani e Louis J. Gasnier.
Nel 1917, il pacchetto azionario della società venne acquistato da Gioacchino Mecheri, che la affiliò alla Tiber Film, altra manifattura romana controllata dallo stesso.
Nel 1919 la Film d'Arte Italiana e il suo stabilimento del Nomentano passarono all'Unione Cinematografica Italiana, dalla quale fu assorbita e ne seguì le sorti.

## Organigramma della società
- Charles Pathé, presidente;
- Gerolamo Lo Savio, direttore amministrativo;
- Adolfo Re Riccardi, direttore generale;
- Ugo Falena, direttore artistico;
- Alfredo Campioni, direttore del teatro di posa.

## Lista parziale delle produzioni
- Carmen (1909)
- Otello (1909)
- La signora delle camelie (1909)
- Situazione comica (1909)
- Beatrice Cenci (1910)
- Folchetto di Narbona (1910)
- Francesca da Rimini (1910)
- Il ratto delle Sabine (1910)
- Il Trovatore (1910)
- Pia de' Tolomei (1910)
- Re Lear (1910)
- Rigoletto (1910)
- Salomé (1910)
- Bonifacio VIII (1911)
- Ernani (1911)
- Guglielmo Tell (1911)
- I promessi sposi (1911)
- Il ballo in maschera (1911)
- Il mercante di Venezia (1911)
- La morte civile (1911)
- Marco Visconti (1911)
- Marozia (1911)
- Tristano e Isotta (1911)
- Beatrice d'Este (1912)
- Cesare Borgia (1912)
- Dall'amore al disonore (1912)
- I Carbonari (1912)
- La figlia del cieco (1912)
- Lucrezia Borgia (1912)
- Ritratto dell'amata (1912)
- Romeo e Giulietta (1912)
- Un amore di Pietro de' Medici (1912)
- Un dramma a Firenze (1912)
- Armi e amori (1913)
- L'assalto fatale (1913)
- L'onore riconquistato, di regista sconosciuto (1913)
- La rinunzia (1913)
- Colei che si deve amare (1914)
- I nostri figli (1914)
- Il Giornalissimo (1914)
- Il re fantasma (1914)
- La più forte (1914)
- Lo stratagemma di Stasià (1914)
- Morire per vivere (1914)
- Scarpine rotte (1914)
- Il disinganno di Pierrot (1915)
- Il fantasma della felicità, regia di Ugo Falena  (1915)
- Il sogno di Giacobbe (1915)
- L'ultima danza, regia di Gerolamo Lo Savio (1915)
- La colpa di Fernanda (1915)
- Per la Patria! (1915)
- Silvio e lo stradivarius (1915)
- Chiffonnette (1916)
- Cuore e cuori (1916)
- Effetti di luce (1916)
- Il figlio della guerra (1916)
- Il pazzo della roccia (1916)
- La figlia di Erodiade (1916)
- La misteriosa (1916)
- La modella (1916)
- La pupilla (1916)
- Pierrette ne fa una delle sue (1916)
- La tragica fine di Caligola Imperatore (1917)
- La chiamavano Cosetta (1917)
- La seconda moglie (1917)
- Nel rifugio (1917)
- Sabina (1917)
- Papà mio, mi paccion tutti! (1918)
- Bimbi lontani (1919)
- Fiamma simbolica (1919)
- La signora senza pace (1919)
- La vagabonda, regia di Musidora e Eugenio Perego  (1919)
- Lasciate fare a Niniche (1919)
- Vertigine (1919)
- Le gioie del focolare (1920)